# Joachim Coens
Joachim Coens (ur. 6 września 1966 w Brugii) – belgijski i flamandzki polityk, menedżer oraz samorządowiec, od 2019 do 2022 przewodniczący partii Chrześcijańscy Demokraci i Flamandowie.

## Życiorys
Syn polityka Daniëla Coensa. Z wykształcenia inżynier budownictwa, absolwent Katholieke Universiteit Leuven. Kształcił się również na Uniwersytecie Technicznym w Delfcie. Pracował w grupie BESIX przy różnych projektach infrastrukturalnych. Dołączył do Chrześcijańskiej Partii Ludowej, w 2001 przekształconej w ugrupowanie pod nazwą Chrześcijańscy Demokraci i Flamandowie. W 1995 objął funkcję członka zarządu władz miejskich Damme, gdzie odpowiadał za kulturę i gospodarkę. W latach 1995–2001 sprawował mandat posła do Parlamentu Flamandzkiego. W 2001 został prezesem i dyrektorem generalnym Maatschappij van de Brugse Zeehaven, przedsiębiorstwa zarządzającego portem w Zeebrugge, funkcję tę pełnił do 2019. W 2011 powołany na przewodniczącego europejskiego oddziału instytutu Global Institute of Logistics. Pozostał przy tym we władzach lokalnych Damme, w 2014 objął urząd burmistrza tej miejscowości.
W 2019 wystartował w partyjnych wyborach na przewodniczącego flamandzkich chadeków, został wybrany na tę funkcję w grudniu tegoż roku w drugiej turze głosowania. W czerwcu 2022 na tej funkcji zastąpił go Sammy Mahdi.